# Narva (Cederström)
Narva è un dipinto di Gustaf Cederström.
Raffigura l'esercito imperiale russo guidato dal feldmaresciallo, il principe francese Carlo Eugenio di Croÿ, che depone i propri stendardi di fronte al re Carlo XII di Svezia dopo aver perduto la battaglia di Narva. 